# Nicky Ryan
Nicholas Dominick Ryan (født 14. juli 1946) er en irsk musikproducer, lydtekniker og manager. Han er bedst kendt for sit lange samarbejde med sangeren og musikeren Enya sammen med sin kone, digteren og tekstforfatteren Roma Ryan. Han er født og opvokset i Dublin. Han fik sit gennembrud i 1970'erne og 1980'erne for sit arbejde med adskillige kunstnere inklusive Gary Moore, Planxty, Christy Moore og Clannad.

## Diskografi
- 1978 — Clannad in Concert - Clannad
- 1978 — Live in Dublin — Christy Moore
- 1985 — The Frog Prince: The Original Soundtrack Recording — Enya and other artists
- 1987 — Stony Steps — Matt Molloy
- 1987 — Cosa Gan Bhróga - Eithne Ní Uallacháin, Gerry O'Connor & Desi Wilkinson
- 1987 — Enya — Enya
- 1988 — Watermark — Enya
- 1989 — Lead the Knave — Nollaig Casey
- 1991 — Shepherd Moons — Enya
- 1995 — Take the Air — Sean Ryan
- 1995 — The Memory of Trees — Enya
- 1997 — Paint the Sky with Stars — Enya
- 1999 — Across the Bridge of Hope
- 2000 — A Day Without Rain — Enya
- 2000 — Srenga Oir — John Feeley
- 2001 — The Lord of the Rings: The Fellowship of the Ring [Original Motion Picture Soundtrack]
- 2005 — Amarantine — Enya
- 2006 — Sounds of the Season: The Enya Holiday Collection — Enya
- 2008 — And Winter Came... — Enya
- 2009 — The Very Best of Enya — Enya
- 2015 — Dark Sky Island — Enya